# Uwe Kliche
Uwe Kliche (* 3. März 1938 in Flensburg) ist ein ehemaliger deutscher Gewichtheber.

## Werdegang
Er begann als Jugendlicher beim Kraftsportverein Flensburg mit dem Ringen. Im norddeutschen Raum konnte er bald erste Erfolge verzeichnen. 1959 wechselte Uwe zum Gewichtheben. 1961 beteiligte sich der 1,65 m große Uwe erstmals bei deutschen Meisterschaften und belegte gleich den 3. Platz im Bantamgewicht. Bis 1972 startete er dann mit viel Ausdauer und Energie bei vielen Meisterschaften im Leicht- und Mittelgewicht und errang auf nationaler Ebene große Erfolge, auf internationaler Ebene gute Platzierungen, wobei der 4. Platz bei den Europameisterschaften 1968 in Leningrad und den 6. Platz 1971 bei der WM in Sofia seine besten Ergebnisse waren. Uwe Kliche, der zwischenzeitlich zu "Phönix" Kassel gewechselt war, war gelernter Textil-Kaufmann, der später als Postbeamter tätig war.

## Internationale Erfolge
(OS = Olympische Spiele, WM = Weltmeisterschaft, EM = Europameisterschaft, Fe = Federgewicht, damals bis 60 kg Körpergewicht, Le = Leichtgewicht, damals bis 67,5 kg Körpergewicht, Mi = Mittelgewicht, damals bis 75 kg Körpergewicht)
- 1965, 5. Platz, Donau Cup in Budapest, Le, mit 350 kg, Sieger: Zdeněk Otáhal, CSSR, 390 kg;
- 1965, 1. Platz, Int. Turnier in Paris, Le, mit 355 kg, vor Dumas, Frankreich, 345 kg;
- 1966, 3. Platz, Donau Cup in Wien, Le, mit 362,5 kg, hinter Johann Sauer, Österreich, 370 kg und Oldrich Hekel, CSSR, 362,5 kg;
- 1966, 11. Platz (8. Platz) WM + EM in Berlin, Le, mit 370 kg, Sieger: Jewgeni Kazura, UdSSR, 437,5 kg vor Marian Zielinski, Polen, 410 kg;
- 1967, 3. Platz, Donau Cup, Le, mit 360 kg, hinter Hekel, 380 kg und Konstantin Tilew, Bulgarien, 377,5 kg;
- 1968, 3. Platz, Donau Cup, Le, mit 387,5 kg, hinter Fitzi Balas, Rumänien, 400 kg und Tilew, 395 kg;
- 1968, 4. Platz, EM in Leningrad, Le, mit 385 kg, Sieger: Waldemar Baszanowski, Polen, 425 kg vor Zielinski, 405 kg;
- 1968, 9. Platz, OS in Mexiko-Stadt, Le, mit 390 kg, Sieger: Baszanowski, 437,5 kg vor Parvis Jalayer, Iran, 422,5 kg;
- 1969, 5. Platz, Donau Cup in Bukarest, Le, mit 385 kg, Sieger: Balas, 407,5 kg vor Janos Bagocs, Ungarn, 390 kg;
- 1969, 3. Platz, Baltic Cup in Zinnowitz, Mi, mit 422,5 kg, hinter Smirnow, UdSSR, 450 kg und Juhani Mursu, Finnland, 440 kg;
- 1969, 7. Platz (6. Platz), WM + EM in Warschau, Mi, mit 430 kg, Sieger: Wiktor Kurenzow, UdSSR, 467,5 kg vor Gabor Szarvas, Ungarn, 440 kg;
- 1970, 6. Platz, EM in Szombathely, Mi, mit 430 kg, Sieger: Kurenzow, 465 kg;
- 1970, unplatziert, WM in Columbus/USA, Mi, mit 3 Fehlversuchen im Reißen, Sieger: Kurenzow, 462,5 kg vor Leif Jensen, Norwegen, 455 kg;
- 1971, 3. Platz, Donau Cup in Split, Mi, mit 422,5 kg, hinter Szarvas, 435 kg und Hekel, 430 kg;
- 1971, 5. Platz, EM in Sofia, Mi, mit 430 kg, hinter Kurenzow, 462,5 kg, Szarvas, 460 kg, Hekel, 452,5 kg und Bagocs, 442,5 kg;
- 1971, 3. Platz, Baltic Cup in Lübeck, Mi, mit 435 kg, hinter Jensen, 442,5 kg und Baszanowski, 440 kg;
- 1971, 11. Platz, WM in Lima, Mi, mit 430 kg, Sieger: Wladimir Kanygin, UdSSR, 477,5 kg vor Jensen, 467,5 kg;
- 1972, 4. Platz, Vorol. Turnier in Ulm, Mi, mit 437,5 kg, hinter Galkin, UdSSR, 465 kg, Jordan Bikow, Bulgarien, 445 kg und Werner Dittrich, DDR, 445 kg;
- 1972, unplatziert, OS in München, Mi, Aufgabe wegen Verletzung im Reißen, Sieger: Bikow, 485 kg

## Deutsche Meisterschaften
- 1963, 3. Platz, Fe, mit 295 kg, hinter Martin Eberle, Memmingen, 307,5 kg und Liersch, Mainz, 302,5 kg;
- 1964, 2. Platz, Fe, mit 310 kg, hinter Eberle, 335 kg und vor Liersch, 297,5 kg;
- 1965, 2. Platz, Le, mit 347,5 kg, hinter Karl Stohner, Mutterstadt, 357,5 kg und Werner Kucera, Landshut, 345 kg;
- 1966, 1. Platz, Le, mit 352,5 kg, vor Reinhard Stuhlmacher, Mannheim, 340 kg;
- 1967, 1. Platz, Le, mit 367,5 kg, vor Stuhlmacher, 340 kg und Manfred Schreiber, Würzburg, 335 kg;
- 1968, 1. Platz, Le, mit 387,5 kg, vor Dieter Rauscher, Mutterstadt, 350 kg und Stuhlmacher, 345 kg;
- 1969, 2. Platz, Le, mit 380 kg, hinter Rauscher, 390 kg;
- 1970, 1. Platz, Mi, mit 442,5 kg, vor Hans Schmidt, Donaueschingen, 395 kg und Karl Rimböck, Memmingen, 390 kg;
- 1971, 1. Platz, Mi, mit 430 kg, vor Rudi Seidel, Frankfurt am Main, 412,5 kg und Jürgen Wegel, Frankfurt, 402,5 kg;
- 1972, 1. Platz, Mi, mit 440 kg, vor Wegel, 425 kg und Seidel, 410 kg